# タート・ルアン

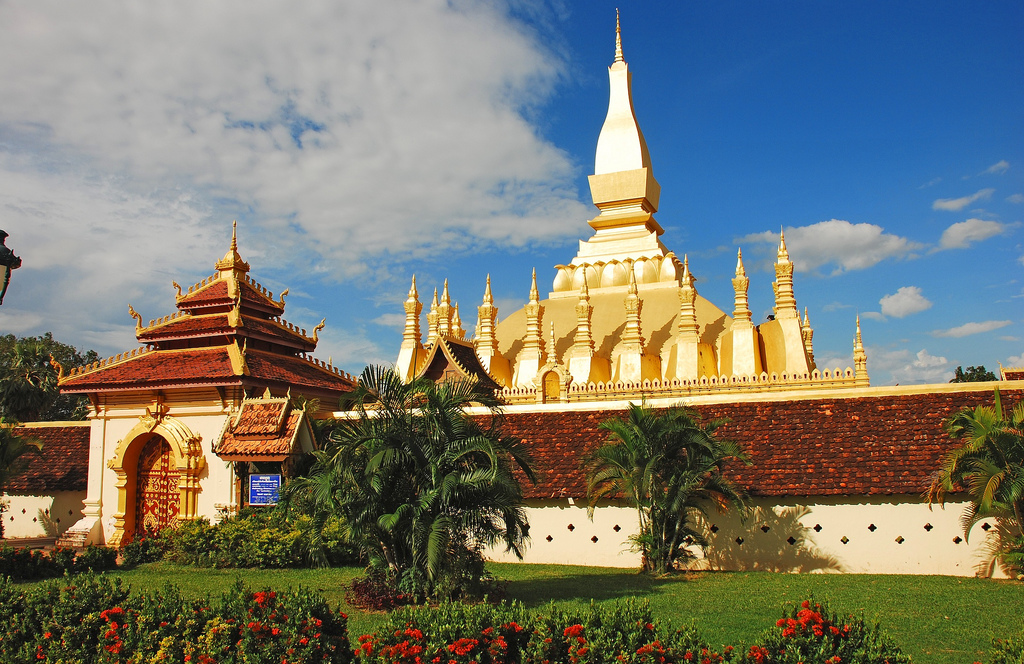
タート・ルアン

タート・ルアン（‍ラーオ語:ທາດຫລວງ、英語:Pha That Luang）はラオスのヴィエンチャンにある、ラオスを代表する仏塔のひとつである。ラオスのシンボルであり、国章にもタート・ルアンが描かれている。

## 歴史
16世紀、ラーンサーン王国のセーターティラート王の治世に、13世紀初頭に建てられたクメール様式仏塔の廃墟を修復、改築したものだと伝えられている。紀元前3世紀にマウリヤ朝のアショーカ王が派遣した仏僧によって建立されたインド寺院が基になっているとも言われているが、真偽は分かっていない。ブッダの遺物が塔内に残っているとも言われている。タート・ルアンは19世紀にタイの侵略を受け破壊されたが、その後再建された。その塔の構造や意匠にはラオスの文化やアイデンティティが各所に見られ、ラオスの国民主義のシンボルともなっている。現在、タート・ルアンの敷地内には入れるが、内部には入ることが出来ず、観光客は周辺から外観を眺めるのみとなっている。

タート・ルアンと宮殿

## タート・ルアン祭り
毎年、11月に開催される1週間に及ぶ仏教行事。タートルアン広場に多くの屋台が立ち並び、蓮の花、蝋燭、線香などを手に寺院、仏塔の周りを3周した後、仏前に供えるビエンチエン行事やラオス全土の僧侶がビエンチャンに集結し行う早朝の托鉢などが行われ、例年約30万人の人出でにぎわう。タート・ルアンの夜間ライトアップも行われる。
- タート・ルアン祭り（2010年11月9日）
- タート・ルアン祭り
- 夜間のライトアップ

座標: 北緯17度58分34.20秒 東経102度38分03.30秒 / 北緯17.9761667度 東経102.6342500度